# Ecuador en la clasificación de Conmebol para la Copa Mundial de Fútbol de 2022
La selección de fútbol de Ecuador fue uno de los diez equipos nacionales que participaron en la clasificación de Conmebol para la Copa Mundial de Fútbol, en la que se definieron los representantes de Conmebol para la Copa Mundial de Fútbol de 2022 que se desarrolló en Catar.
La etapa preliminar —también denominada eliminatorias— se jugó en América del Sur desde el 8 de octubre de 2020 hasta el 29 de marzo de 2022 en encuentros de ida y vuelta.
Ecuador finalizó en la cuarta posición y de esta manera clasificó por cuarta ocasición a una Copa Mundial de la FIFA.

## Antecedentes
Ecuador inició con el propósito de clasificar a la Copa Mundial de Catar 2022, después de no conseguir el objetivo de avanzar a la fase final de la Copa Mundial en la pasada eliminatoria. Para ello contrató como director técnico al colombiano Hernán Darío Gómez, quien anteriormente había dirigido a La Tri en su proceso clasificatorio a la Copa Mundial de Corea-Japón 2002, siendo esta su primera participación en un mundial. Sin embargo, después de varias derrotas en partidos amistosos y una mala participación en la Copa América 2019, sería despedido y asumiría interinamente el cargo Jorge Célico.
A principios de 2020 sería contratado Jordi Cruyff, hijo del exfutbolista Johan Cruyff, lo que generaba expectativa sobre las eliminatorias al próximo mundial. Sin embargo, debido a la pandemia de covid-19, renunciaría a su cargo en julio de ese año sin haber dirigido ningún partido con la selección.

## Sistema de juego
El sistema de juego de las eliminatorias consistió por séptima ocasión consecutiva, en enfrentamientos de ida y vuelta todos contra todos, con un total 18 jornadas.
Luego de cinco ediciones con los partidos ya designados, la Conmebol sorteó el calendario de partidos, en la Ciudad de Luque, Paraguay, el 17 de diciembre de 2019.
Los primeros cuatro puestos accedieron de manera directa a la Copa Mundial de Fútbol de 2022. La selección que logró el quinto puesto disputó una serie eliminatoria a dos partidos de ida y vuelta ante el equipo nacional de otra confederación.

## Sede
La selección nacional de fútbol tuvo como sede oficial -para sus partidos por las eliminatorias mundialistas- al estadio Modelo de la ciudad de Guayaquil por 25 años, hasta el año 1985, en el que la Federación Ecuatoriana de Fútbol (FEF) decidió cambiar la sede a Quito. Desde entonces, «La Tri» —como es conocida la selección localmente— juega habitualmente sus partidos en el estadio Olímpico Atahualpa, ubicado en el centro de Quito, con contadas excepciones en que realizó su localía en el estadio Monumental (de propiedad del Barcelona Sporting Club) de Guayaquil.
Sin embargo, tras un proyecto de demolición y reconstrucción del Atahualpa, en el 2020 la presidencia de la FEF —en conjunto con la dirigencia de Liga Deportiva Universitaria— tomó la decisión de cambiar la sede de la selección al estadio Rodrigo Paz Delgado (también denominado popularmente como Casa Blanca).
Para la triple fecha de octubre de 2021 se decidió que el partido de la Jornada 11 ante Bolivia se dispute en el estadio Monumental de Guayaquil, el encuentro está programado para el jueves 7 de octubre a las 19:30, con esto la selección ecuatoriana regresa a la casa del Barcelona Sporting Club para disputar un partido oficial de eliminatorias después de 24 años, el antecedente previo fue el 12 de octubre de 1997 justamente frente al combinado boliviano, en esa ocasión fue victoria local por 1-0 con gol de Ariel Graziani en el juego válido por la Fecha 17 de las eliminatorias a la Copa Mundial Francia 1998.
| Ciudad              | Estadio             |
| ------------------- | ------------------- |
| Quito               | Rodrigo Paz Delgado |
|                     |                     |
| 41 575 espectadores |                     |
| Guayaquil           | Monumental          |
|                     |                     |
| 59 283 espectadores |                     |

## Tabla de posiciones
| Pos. | Selección | Pts. | PJ | G  | E | P  | GF | GC | Dif. |
| ---- | --------- | ---- | -- | -- | - | -- | -- | -- | ---- |
| 1.   | Brasil    | 45   | 17 | 14 | 3 | 0  | 40 | 5  | 35   |
| 2.   | Argentina | 39   | 17 | 11 | 6 | 0  | 27 | 8  | 19   |
| 3.   | Uruguay   | 28   | 18 | 8  | 4 | 6  | 22 | 22 | 0    |
| 4.   | Ecuador   | 26   | 18 | 7  | 5 | 6  | 27 | 19 | 8    |
| 5.   | Perú      | 24   | 18 | 7  | 3 | 8  | 19 | 22 | −3   |
| 6.   | Colombia  | 23   | 18 | 5  | 8 | 5  | 20 | 19 | 1    |
| 7.   | Chile     | 19   | 18 | 5  | 4 | 9  | 19 | 26 | −7   |
| 8.   | Paraguay  | 16   | 18 | 3  | 7 | 8  | 12 | 26 | −14  |
| 9.   | Bolivia   | 15   | 18 | 4  | 3 | 11 | 23 | 42 | −19  |
| 10.  | Venezuela | 10   | 18 | 3  | 1 | 14 | 14 | 34 | −20  |

| L\V                  | Bandera de Argentina | Bandera de Bolivia | Bandera de Brasil | Bandera de Chile | Bandera de Colombia | Bandera de Ecuador | Bandera de Paraguay | Bandera de Perú | Bandera de Uruguay | Bandera de Venezuela |
| Bandera de Argentina |                      | 3:0                | 0:0               | 1:1              | 1:0                 | 1:0                | 1:1                 | 1:0             | 3:0                | 3:0                  |
| Bandera de Bolivia   | 1:2                  |                    | 0:4               | 2:3              | 1:1                 | 2:3                | 4:0                 | 1:0             | 3:0                | 3:1                  |
| Bandera de Brasil    | :                    | 5:0                |                   | 4:0              | 1:0                 | 2:0                | 4:0                 | 2:0             | 4:1                | 1:0                  |
| Bandera de Chile     | 1:2                  | 1:1                | 0:1               |                  | 2:2                 | 0:2                | 2:0                 | 2:0             | 0:2                | 3:0                  |
| Bandera de Colombia  | 2:2                  | 3:0                | 0:0               | 3:1              |                     | 0:0                | 0:0                 | 0:1             | 0:3                | 3:0                  |
| Bandera de Ecuador   | 1:1                  | 3:0                | 1:1               | 0:0              | 6:1                 |                    | 2:0                 | 1:2             | 4:2                | 1:0                  |
| Bandera de Paraguay  | 0:0                  | 2:2                | 0:2               | 0:1              | 1:1                 | 3:1                |                     | 2:2             | 0:1                | 2:1                  |
| Bandera de Perú      | 0:2                  | 3:0                | 2:4               | 2:0              | 0:3                 | 1:1                | 2:0                 |                 | 1:1                | 1:0                  |
| Bandera de Uruguay   | 0:1                  | 4:2                | 0:3               | 2:1              | 0:0                 | 1:0                | 0:0                 | 1:0             |                    | 4:1                  |
| Bandera de Venezuela | 1:3                  | 4:1                | 1:3               | 2:1              | 0:1                 | 2:1                | 0:1                 | 1:2             | 0:0                |                      |

|  | Clasificados a la Copa Mundial de Fútbol de 2022. |
|  | Clasificado a la Repesca Internacional.           |

### Evolución de posiciones
| País / Fecha | 1   | 2   | 3   | 4   | 5   | 6   | 7   | 8   | 9   | 10  | 11  | 12  | 13  | 14  | 15  | 16  | 17  | 18  |
| ------------ | --- | --- | --- | --- | --- | --- | --- | --- | --- | --- | --- | --- | --- | --- | --- | --- | --- | --- |
| Ecuador      | 8.° | 5.° | 3.° | 3.° | 3.° | 3.° | 3.° | 3.° | 4.° | 3.° | 3.° | 3.° | 3.° | 3.° | 3.° | 3.° | 3.° | 4.° |
| Resultado    | P   | G   | G   | G   | P   | P   | G   | E   | P   | G   | P   | E   | G   | G   | E   | E   | P   | E   |

### Puntos obtenidos contra cada selección durante las eliminatorias
| vs.       | Bandera de Argentina | Bandera de Bolivia | Bandera de Brasil | Bandera de Chile | Bandera de Colombia | Bandera de Paraguay | Bandera de Perú | Bandera de Uruguay | Bandera de Venezuela | Total |
| --------- | -------------------- | ------------------ | ----------------- | ---------------- | ------------------- | ------------------- | --------------- | ------------------ | -------------------- | ----- |
| Local     | 1                    | 3                  | 1                 | 1                | 3                   | 3                   | 0               | 3                  | 3                    | 18    |
| Visitante | 0                    | 3                  | 0                 | 3                | 1                   | 0                   | 1               | 0                  | 0                    | 8     |
| Total     | 1                    | 6                  | 1                 | 4                | 4                   | 3                   | 1               | 3                  | 3                    | 26    |

## Jugadores
Listado de jugadores que han participado del proceso eliminatorio para la Copa Mundial 2022.
| Nombre              | Posición      | Edad    | Club                         |
| ------------------- | ------------- | ------- | ---------------------------- |
| Alexander Domínguez | Portero       | 34 años | Club Deportes Tolima         |
| Hernán Galíndez     | Portero       | 34 años | Club Universidad de Chile    |
| Pedro Ortiz         | Portero       | 31 años | C. S. Emelec                 |
| Moisés Ramírez      | Portero       | 21 años | Independiente del Valle      |
| Gabriel Cevallos    | Portero       | 24 años | C. D. Olmedo                 |
| Jorge Pinos         | Portero       | 32 años | 9 de Octubre F. C.           |
| Erick Ferigra       | Defensa       | 22 años | U. D. Las Palmas             |
| Robert Arboleda     | Defensa       | 29 años | São Paulo F. C.              |
| Xavier Arreaga      | Defensa       | 26 años | Seattle Sounders F. C.       |
| Pervis Estupiñán    | Defensa       | 23 años | Villarreal C. F.             |
| Pedro Perlaza       | Defensa       | 29 años | Liga Deportiva Universitaria |
| Félix Torres        | Defensa       | 24 años | Club Santos Laguna           |
| Mario Pineida       | Defensa       | 29 años | Barcelona S. C.              |
| Ángelo Preciado     | Defensa       | 23 años | K. R. C. Genk                |
| Diego Palacios      | Defensa       | 22 años | Los Angeles F. C.            |
| Franklin Guerra     | Defensa       | 29 años | Liga Deportiva Universitaria |
| Beder Caicedo       | Defensa       | 29 años | Independiente del Valle      |
| Moisés Corozo       | Defensa       | 28 años | Liga Deportiva Universitaria |
| Fernando León       | Defensa       | 28 años | Barcelona S. C.              |
| Piero Hincapié      | Defensa       | 20 años | Bayer 04 Leverkusen          |
| José Hurtado        | Defensa       | 20 años | Independiente del Valle      |
| Byron Castillo      | Defensa       | 23 años | Barcelona S. C.              |
| William Pacho       | Defensa       | 20 años | Independiente del Valle      |
| Christian Cruz      | Defensa       | 29 años | Liga Deportiva Universitaria |
| Jackson Rodríguez   | Defensa       | 23 años | C. S. Emelec                 |
| Diego Almeida       | Defensa       | 17 años | F. C. Barcelona "B"          |
| Jackson Porozo      | Defensa       | 21 años | Boavista F. C.               |
| Romario Caicedo     | Defensa       | 31 años | C. S. Emelec                 |
| Carlos Gruezo       | Mediocampista | 26 años | F. C. Augsburgo              |
| Renato Ibarra       | Mediocampista | 30 años | Club América                 |
| Alan Franco         | Mediocampista | 22 años | Charlotte F. C.              |
| Moisés Caicedo      | Mediocampista | 20 años | Brighton & Hove Albion F. C. |
| Ángel Mena          | Mediocampista | 33 años | Club León                    |
| Júnior Sornoza      | Mediocampista | 27 años | Independiente del Valle      |
| José Cifuentes      | Mediocampista | 22 años | Los Angeles F. C.            |
| Gonzalo Plata       | Mediocampista | 20 años | Real Valladolid C. F.        |
| Christian Noboa     | Mediocampista | 36 años | P. F. C. Sochi               |
| Jhegson Méndez      | Mediocampista | 24 años | Orlando City S. C.           |
| Dixon Arroyo        | Mediocampista | 29 años | C. S. Emelec                 |
| Fidel Martínez      | Mediocampista | 31 años | Club Tijuana                 |
| Ayrton Preciado     | Mediocampista | 27 años | Club Santos Laguna           |
| Damián Díaz         | Mediocampista | 35 años | Barcelona S. C.              |
| Joao Rojas          | Mediocampista | 24 años | C. S. Emelec                 |
| Fernando Gaibor     | Mediocampista | 30 años | Independiente del Valle      |
| Jhojan Julio        | Mediocampista | 24 años | Liga Deportiva Universitaria |
| Jeremy Sarmiento    | Mediocampista | 19 años | Brighton & Hove Albion F. C. |
| Michael Carcelén    | Mediocampista | 24 años | Barcelona S. C.              |
| Janner Corozo       | Mediocampista | 26 años | Delfín S. C.                 |
| Danny Cabezas       | Mediocampista | 29 años | Independiente del Valle      |
| Arón Rodríguez      | Mediocampista | 22 años | C. D. Macará                 |
| Jordy Alcívar       | Mediocampista | 21 años | Liga Deportiva Universitaria |
| Juan Cazares        | Mediocampista | 28 años | Fluminense F. C.             |
| Enner Valencia      | Delantero     | 31 años | Fenerbahçe S. K.             |
| Romario Ibarra      | Delantero     | 26 años | C. F. Pachuca                |
| Leonardo Campana    | Delantero     | 21 años | Grasshoppers                 |
| Michael Estrada     | Delantero     | 25 años | D. C. United                 |
| Jordy Caicedo       | Delantero     | 26 años | CSKA Sofía                   |
| Washington Corozo   | Delantero     | 23 años | Club Universidad Nacional    |
| Bryan Angulo        | Delantero     | 26 años | C. D. Cruz Azul              |
| José Angulo         | Delantero     | 27 años | Independiente del Valle      |
| Djorkaeff Reasco    | Delantero     | 23 años | C. A. Newell's Old Boys      |
| Adolfo Muñoz        | Delantero     | 22 años | Liga Deportiva Universitaria |
| Carlos Garcés       | Delantero     | 30 años | Delfín S. C.                 |

## Estadísticas

### Generales
| 26 | 18 | 7 | 5 | 6 | 27 | 19 | +8 |

| 18 | 9 | 5 | 3 | 1 | 19 | 7 | +12 |

| 8 | 9 | 2 | 2 | 5 | 8 | 12 | -4 |

### Goleadores
| Jugador          | Goles | Jugada | Cabeza | T. libre | Penal |
| Michael Estrada  | 6     | 5      | 1      |          |       |
| ---------------- | ----- | ------ | ------ | -------- | ----- |
| Enner Valencia   | 4     | 3      |        |          | 1     |
| Gonzalo Plata    | 3     | 3      |        |          |       |
| Ángel Mena       | 2     | 2      |        |          |       |
| Moisés Caicedo   | 2     | 1      | 1      |          |       |
| Pervis Estupiñán | 2     | 1      |        | 1        |       |
| Félix Torres     | 2     |        | 2      |          |       |
| Beder Caicedo    | 1     | 1      |        |          |       |
| Robert Arboleda  | 1     | 1      |        |          |       |
| Xavier Arreaga   | 1     | 1      |        |          |       |
| Piero Hincapié   | 1     |        | 1      |          |       |
| Carlos Gruezo    | 1     |        |        |          | 1     |
| Jordy Caicedo    | 1     |        |        |          | 1     |

### Asistencias
| Jugador          | Asistencias |
| Moisés Caicedo   | 4           |
| ---------------- | ----------- |
| Ángel Mena       | 3           |
| Michael Estrada  | 2           |
| Gonzalo Plata    | 2           |
| Enner Valencia   | 1           |
| Alan Franco      | 1           |
| Xavier Arreaga   | 1           |
| Robert Arboleda  | 1           |
| Pervis Estupiñán | 1           |
| Fernando León    | 1           |
| Byron Castillo   | 1           |
| Bryan Angulo     | 1           |
| Félix Torres     | 1           |

## Resultado final
| Ecuador           |
| Clasificado       |
| 4.° participación |